# Hémonstoir
Hémonstoir (en bretó Henvoustoer, gal·ló Hémontoèr) és un municipi francès, situat a la regió de Bretanya, al departament de Costes del Nord. L'any 1999 tenia 639 habitants.

## Demografia
| 1962                                       | 1968 | 1975 | 1982 | 1990 | 1999 |
| ------------------------------------------ | ---- | ---- | ---- | ---- | ---- |
| 467                                        | 470  | 561  | 676  | 671  | 639  |
| Des de 1962: població sense dobles comptes |      |      |      |      |      |

## Administració
| Període   | Identitat   | Partit |
| --------- | ----------- | ------ |
| 2001-2008 | Jean Jossic |        |
| 2008-     | Émile Gloux |        |